# San Pablo Pejo
San Pablo Pejo, es una comunidad rural del municipio de Salvatierra, en el estado de Guanajuato, México.